# Tiszakécskei járás
A Tiszakécskei járás Bács-Kiskun vármegyéhez tartozó járás Magyarországon, amely 2013-ban jött létre. Székhelye Tiszakécske. Területe 405,99 km², népessége 23 435 fő, népsűrűsége 58 fő/km² volt 2012. január 1-jén. Egy város, két nagyközség és két további község tartozik hozzá, melyek 2012-ig a Kecskeméti és a Kiskunfélegyházai kistérséghez tartoztak.

## Települései
| Település   | Rang (2013. július 15.) | Kistérség (2013. január 1.) | Népesség (2012. január 1.) | Terület (km²) |
| ----------- | ----------------------- | --------------------------- | -------------------------- | ------------- |
| Tiszakécske | járásszékhely város     | Kecskeméti                  | 11 237                     | 133,27        |
| Lakitelek   | nagyközség              | Kecskeméti                  | 4 452                      | 54,66         |
| Tiszaalpár  | nagyközség              | Kiskunfélegyházai           | 4 907                      | 91,13         |
| Szentkirály | község                  | Kecskeméti                  | 1 940                      | 101,89        |
| Tiszaug     | község                  | Kecskeméti                  | 899                        | 25,04         |

## Története
A Tiszakécskei járás a 2013-ban teljesen újonnan létrehozott járások közé tartozik, Tiszakécske korábban soha nem töltött be járásszékhely szerepkört és kistérségi központ sem volt 1994 és 2012 között.
Valamelyest a járás előzményének tekinthető azonban, hogy a város rövid ideig központi szerepkört töltött be 1984 és 1990 között, amikor először városi jogú nagyközségként, majd 1986-tól városként nagyközségkörnyék- illetve városkörnyékközpont volt. Akkori közigazgatási vonzáskörzetéhez azonban nem tartozott hozzá Tiszaalpár és az akkor még Szolnok megyéhez tartozó Tiszaug, viszont hozzá tartozott a 2013-tól a Kecskeméti járáshoz tartozó Nyárlőrinc.